# 사자의 상사병
사자의 상사병(Lovesick Dead, 死びとの恋わずらい) 은 일본의 공포 만화가 이토 준지의 만화다.

## 수록 이야기
1. 사거리의 미소년
2. 고민
3. 그림자
4. 절규하는 밤

## 출판 정보
- 한국
  - 《사자의 상사병》 (시공사, 1999년 9월 1일 출간) ISBN 9788952702708(8952702700)

## 같이 보기
- 이토 준지